# Hololena lassena
Hololena lassena là một loài nhện trong họ Agelenidae.
Loài này thuộc chi Hololena. Hololena lassena được Ralph Vary Chamberlin & Wilton Ivie miêu tả năm 1942.